# Greatest Hits III (musikalbum av Queen)
Greatest Hits III är ett samlingsalbum av det brittiska rockbandet Queen som gavs ut 1999. Samlingen består av versioner av låtar där bandmedlemmarna samarbetar med andra artister (bland annat Barcelona med Montserrat Caballé), sololåtar av Freddie Mercury och Brian May plus andra spår.

## Låtlista
1. The show must go on (Queen + Elton John)
2. Under Pressure (Queen + David Bowie)
3. Barcelona (Freddie Mercury + Montserrat Caballé)
4. Too Much Love Will Kill You
5. Somebody to Love (George Michael + Queen)
6. You don't fool me
7. Heaven for everyone
8. Las Palabras de Amor
9. Driven by You (Brian May)
10. Living On My Own (Freddie Mercury)
11. Let Me live
12. The Great Pretender (Freddie Mercury)
13. Princes of the Universe
14. Another One Bites the Dust (Wyclef Jean, Pras, Free)
15. No-One But You (Only the Good Die Young)
16. These Are the Days Of Our Lives
17. Thank God It's Christmas